# Takanoshō Nobuaki
Takanoshō Nobuaki (隆の勝 伸明, né Nobuaki Ishii (石井 伸明, Ishii Nobuaki) le 14 novembre 1994) est un lutteur de sumo professionnel originaire de Kashiwa, Chiba. Il appartient à l'écurie Tokiwayama, débute en mars 2010 et atteint la première division, makuuchi, en septembre 2018. Son plus haut rang atteint est sekiwake. Il a été une fois finalise et a remporté deux prix de la combativité.

## Carrière
Après avoir obtenu son diplôme du premier cycle du secondaire, il est entré dans l'écurie Chiganoura (rebaptisée depuis Tokiwayama), dirigée par l'ancien sekiwake Masudayama. Il prend le shikona de Masunoshō (舛ノ勝)  et fait ses débuts en mars 2010. Il est membre de la même promotion que Kagayaki. Il atteint les divisions sandanme en juillet 2011 et makushita en mai 2012. En 2014, il redescend deux fois en sandanme et remonte immédiatement à ces deux occasions. En avril 2016, son maître d'écurie prend sa retraite et l'écurie est affiliée au ichimon Takanohana, l'ancien komusubi Takamisugi prenant la relève en tant qu'entraîneur en chef. En janvier 2017, il change l'orthographe de son shikona pour (舛の勝). Bénéficiant d'opportunités de formation accrues aux écuries Takanohana et Ōnomatsu, il est promu  sekitori avec un résultat de 6-1 obtenu au rang de  makushita 3 en septembre 2017. A cette occasion, il change son shikona en Takanoshō, reflétant son changement de maître. Il est le premier lutteur de Kashiwa à être promu en jūryō depuis Kirinji 44 ans plus tôt.

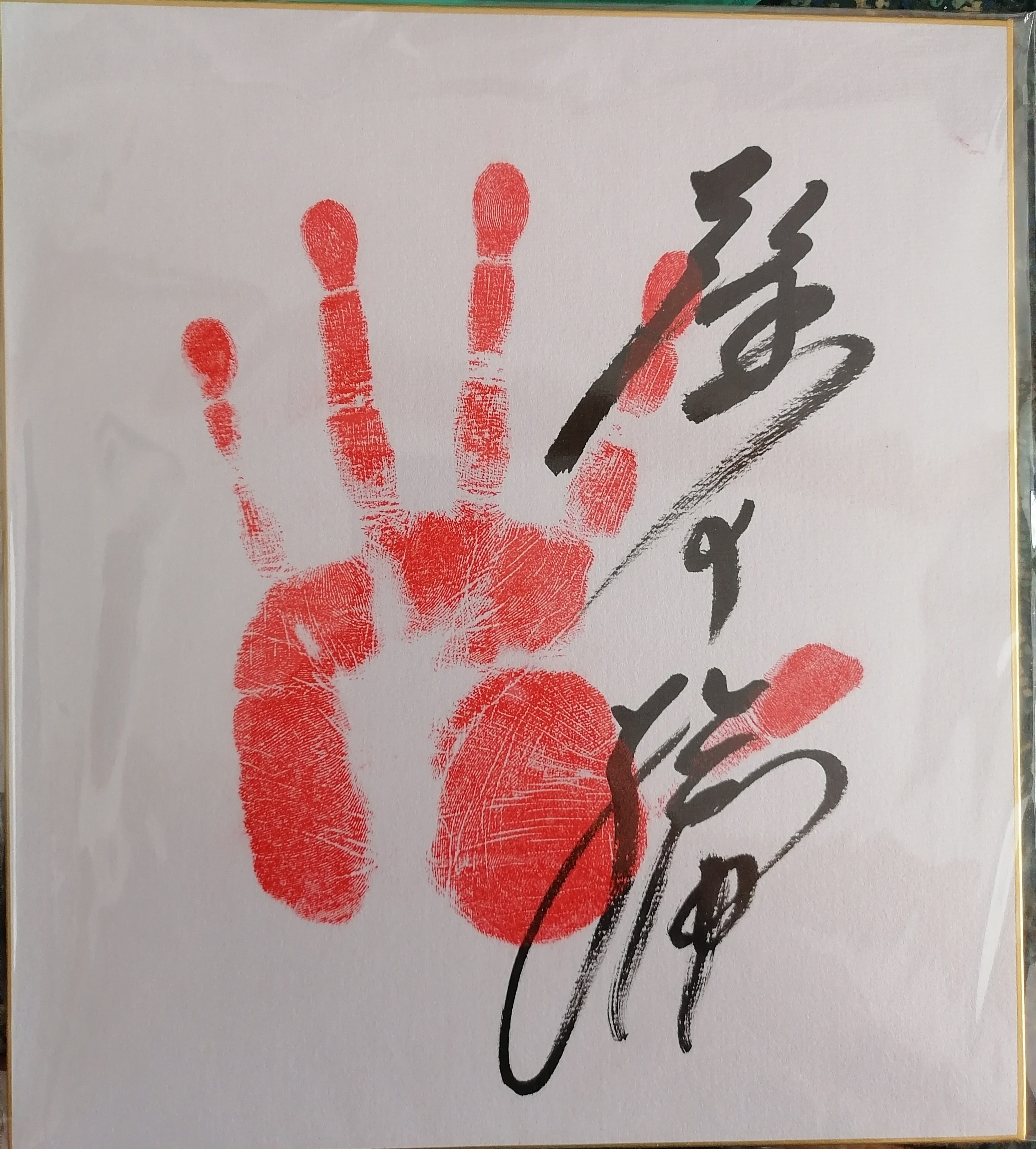
Tegata originale (empreinte de la main et signature) du lutteur de sumo Takanosho

Il est promu en première division, makuuchi, pour le tournoi de septembre 2018. Il déclare lors d'une conférence de presse que jusqu'à ce jour le makuuchi n'était qu'un monde vu à la télévision et qu'il était heureux de voir son nom dans la partie supérieure du banzuke. Son maître d'écurie dit qu'il espère que Takanoshō atteindra finalement le rang san'yaku. A la suite d'un résultat de 4-11 en novembre 2018, il est rétrogradé en jūryō. Il remonte en makuuchi après le tournoi de septembre 2019. En mars, il reçoit son premier prix de la combativité. Lors du tournoi de novembre 2020, il a fait des débuts probants en san'yaku au rang de sekiwake (8-7). En décembre, il révèle souffrir de problèmes liés à une blessure au ligament croisé antérieur du genou droit reçue en 2019, pour laquelle une intervention chirurgicale est désormais recommandée, et prévoit de reprendre l'entraînement au lieu de se faire opérer  Il conserve son rang de sekiwake avec des kachi-koshi en janvier et mars 2021, mais un résultat de 5-10 en mai le fait retomber au rang de maegashira. En novembre 2021, il a remporté une part du prix de la combativité en battant Abi le quinzième jour pour terminer avec un résultat de 11–4. Cela lui permet de redevenir sekiwake pour le tournoi de janvier 2022. Son résultat de 7-8 le fait descendre pour la première fois au rang de komusubi en mars.

## Style de combat
Takanoshō est un lutteur oshi-sumo, c'est-à-dire qu'il préfère pousser ses adversaires plutôt que de saisir le mawashi. Son kimarite le plus courant est l'oshi-dashi (poussée au contact) .